# KRY テレビ夕刊
『KRY テレビ夕刊』（ケイ・アール・ワイ テレビゆうかん）は、1962年5月から1995年3月31日（途中1964年10月から1968年3月と1974年4月から1976年3月の2度の中断期間あり）まで山口放送テレビ局（KRYテレビ）で放送されたローカルニュース番組である。

## 概要
1962年の開始から1964年9月までの期間(第1世代)は「テレビ夕刊」のタイトルで、変則放送時代にも全県同時放送していたが、徳山地区と関門地区の編成一本化に伴い放送終了。放送時間は月曜 - 土曜の18:00 - 18:10。
1964年10月から1968年3月まで期間は『KRYニュース・天気』と題し、第1世代と同時刻で放送していたが、1968年4月に「KRY テレビ夕刊」として放送を再開し1974年3月に終了(第2世代)。この期間の放送時間は月曜 - 土曜の18:35 - 18:45。
1974年4月 - 1976年3月の期間は『KRYニュース』と題し、月曜 - 土曜の18:50 - 19:00に放送。
この期間は放送時間が10分のため中断期間も含めて、主として県内ローカルニュースをストレートニュース形式で伝えていた。
1976年からの（第3世代）では平日の放送枠を18:00 - 18:30の30分間に拡大し（土曜日の放送時間は不明）、テレビ山口（TYS）で放送されていた『TYS夕やけニュースショー』に対抗。後期では、全国ニュース（NNNライブオンネットワーク→NNNニュースプラス1、プラス1内包時には『テレビ夕刊プラス1』とした）を間に挟みこんで放送していた時期がある。
1988年4月のNNNニュースプラス1の開始に伴い18:30 - 18:55に変更され、さらに1993年9月に土曜日の放送を終了し、以後は平日のみの放送となり、1995年3月31日に放送終了。

## 歴代キャスター
- 井上雪彦
- 勝津正男
- 江口雄司
- 渡辺三千彦
- 沖山嘉

## テーマ音楽・タイトルロゴ
- 1976年 - 1983年 スキャニメイトの画にラッパ調のBGM。ブルーバック（一部橙色）を背景に、トルネードしながら橙色のロゴが出現する。
- 1983年 - 1986年9月26日 背景やロゴ（赤色に変更）がリニューアルし、BGMが電子音になる。
- 1986年9月29日 - 1993年4月3日 『ライブオンネットワーク』のオープニング曲を使用。
  - 1988年4月以後 - 「テレビ夕刊」の下に「（NNNニュース）プラス1」のロゴが入る。
- 1993年4月5日 - 1995年3月31日 『ニュースプラス1』のオープニング曲「IT'S COOL」を使用。

## 番組終了後
- 1995年4月3日 - 2006年3月31日 プラス1やまぐち（向田好美。1998年より中谷隆宏も）
- 2006年4月3日 - 2010年3月26日 Newsリアルタイムやまぐち
- 2010年3月29日 - 2015年3月27日 スクープアップやまぐち
- 2015年3月30日以降 KRYニュースライブ